# Семенников, Василий Александрович
Семенников Василий Александрович (1 августа 1831 года — 1898 год) — русский инженер, специалист в области металлургии меди.

## Биография
Родился около 1831 года в Вятской губернии семье Александра Степановича Семенникова — основателя известной на Урале горной династии. В 1852 году окончил Институт корпуса горных инженеров в Санкт-Петербурге и был направлен для прохождения практических занятий на Воткинской завод.
С 1853 года работал на Богословском заводе инженером, а с 1863 года был управителем. В 1867—1871 годы служил горным начальником Богословского округа, а в 1871—1877 годы — горным начальником Златоустовских заводов.
В 1866 году Семенников впервые применил бессемеровский конвертор для передела штейна на черновую медь. Работы Семенникова по бессемерованию меди описаны русскими инженерами А. Иоссой и Н. Лалетиным в «Горном журнале» в статье «Об опытах обогащения купферштейна в бессемеровой печи по предложенному господином Семенниковым способу» (1870). Инженер Семенников доказал возможность доведения содержания меди в штейне до 76 %. В 1880 году по его методу на Богословском заводе под руководством А. А. Ауэрбаха была внедрена технология конвертирования меди.
Скончался в 1898 году.

## Семья
Основатель династии — Семенников Александр Степанович (1793-?), из обер-офицерских (имевших классный чин), в горную службу вступил копиистом в Экспедицию Дедюхинского соляного промысла (1807), подканцелярист (1810), канцелярист (1811), крг (1813), шихтмейстер 13 кл. (1814), в 1819 — секретарь по Воткинской заводской конторе, в 1825 — гиттенфервальтер (управитель) 10 класса, горный исправник по Оханскому и Осинскому уездам ведомства Камско-Воткинского завода, маркшейдер 9 класса, полицеймейстер Воткинского завода (1835,1840,1845) и управляющий почтовой конторой (в 1845), в Уральском горном правлении (1850).
В горной службе были и его сыновья.
- Семенников Степан Александрович (1821-?) в 1845 году — канцелярский служитель Камско-Воткинских заводов.
- Семенников Александр Александрович (1822-?)-в 1842 году окончил Институт корпуса горных инженеров (1834—1866). Служил на Воткинском заводе (1845), был управляющим Екатеринбургским Монетным двором (1850).
- Семенников Константин Александрович (1825—1862) выпущен из ИКГИ в 1846 году, в службу назначен на Камско-Воткинский завод. В 1850 году- смотритель Серебрянского завода в Гороблагодатском округе, в 1862 году — подполковник КГИ, помощник горного начальника, управляющий чертёжной, инспектор окружного училища и заводских школ Гороблагодатского округа.
- Семенников Василий Александрович (1832—1898)
- Семенников Владимир Александрович (1837-?) окончил Лесной институт (1858), поручик Корпуса лесничих, в 1903 — смотритель (?), старший лесной ревизор Уральского горного управления.